# Fabrizio Santafede

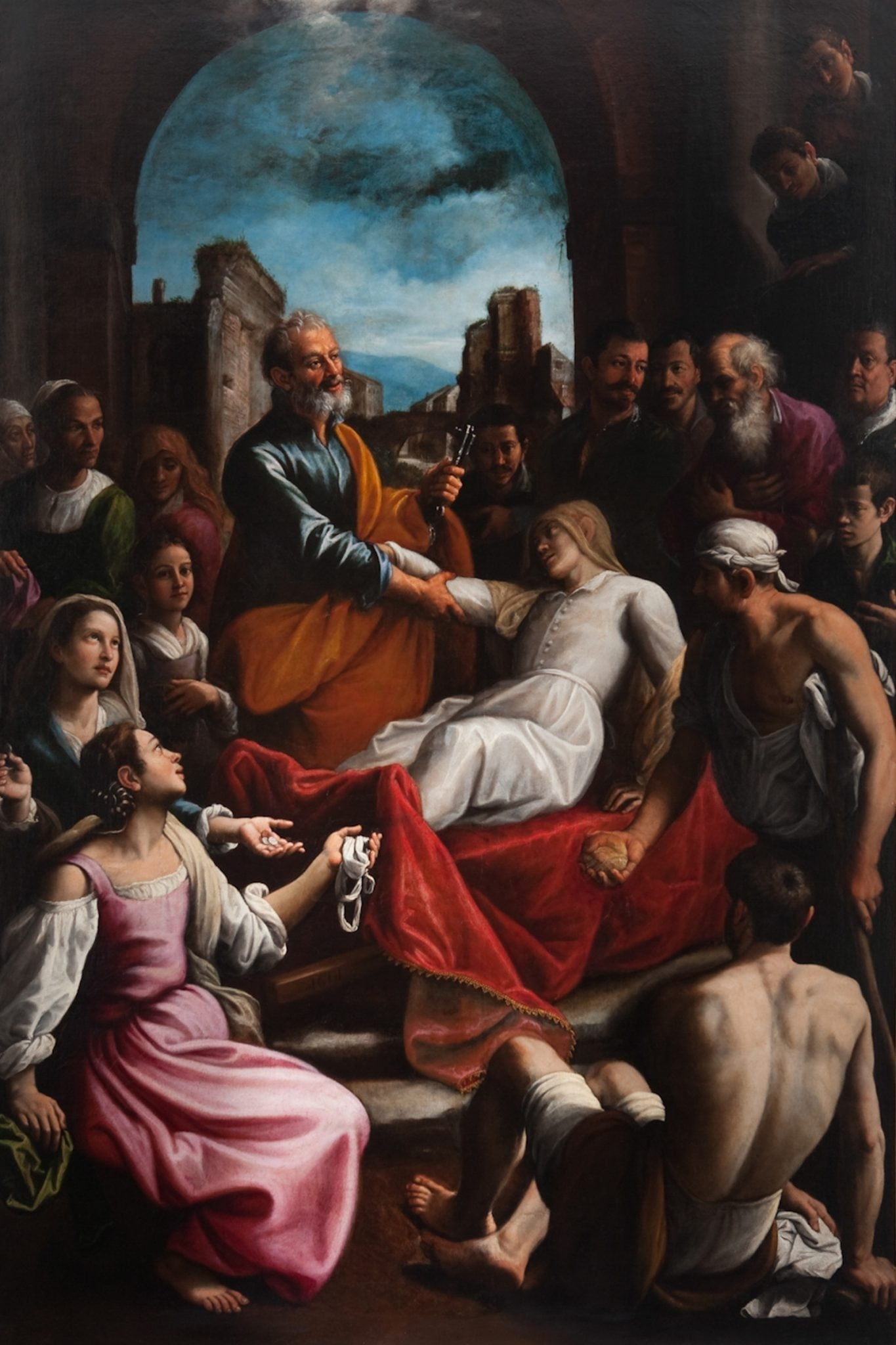
San Pietro resuscita Tabitha, Pio Monte della Misericordia

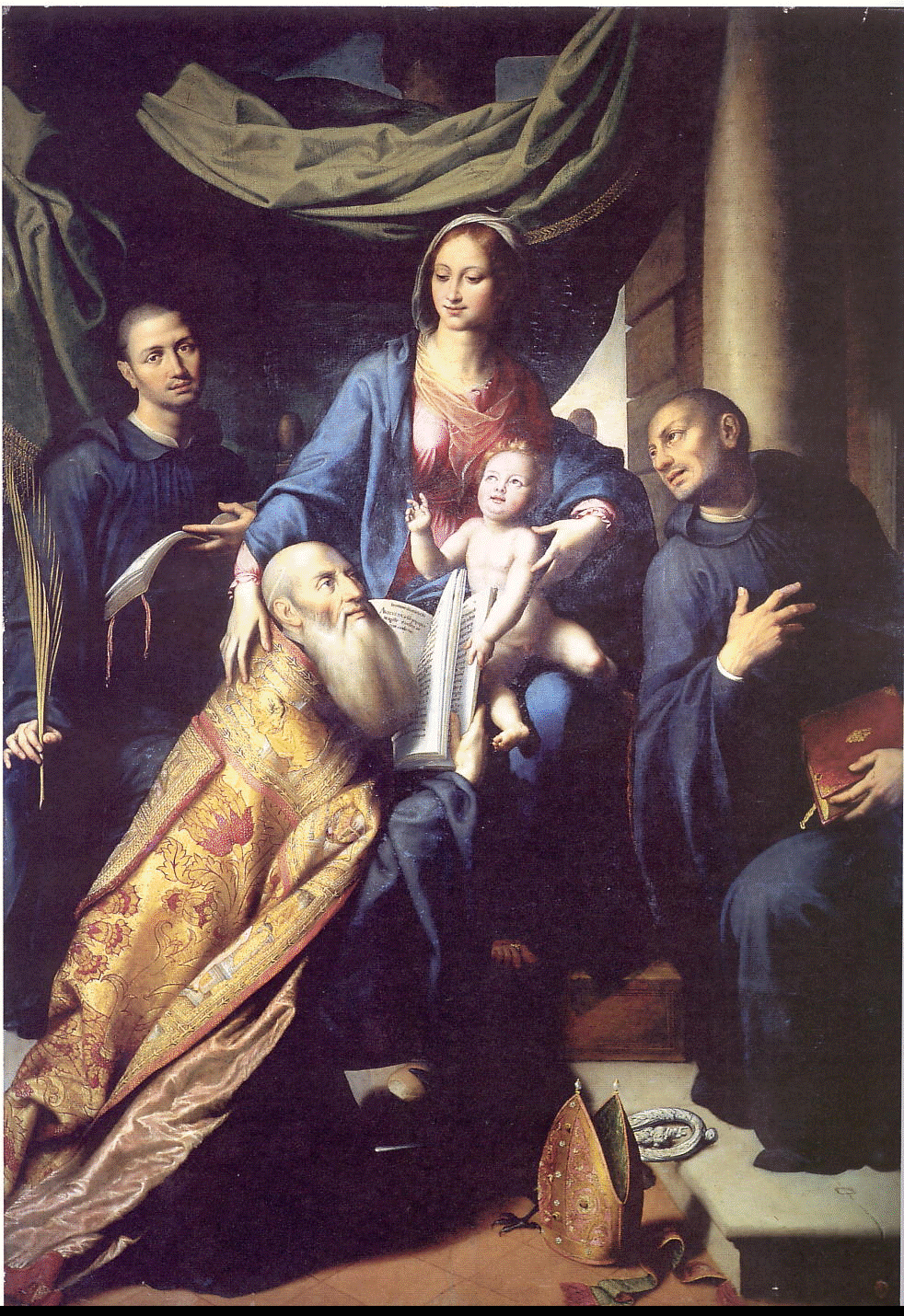
Fabrizio Santafede, Madonna col Bambino ed i santi Benedetto, Mauro e Placido, 1593, Chiesa dei Santi Severino e Sossio, cappella Medici

Fabrizio Santafede (Napoli, 1555 circa – Napoli, 1626) è stato un pittore italiano, dell'epoca manierista e proto-barocca, considerabile come uno dei più importanti della scena napoletana negli anni precedenti all'arrivo del Caravaggio in città.

## Biografia
Allievo dell'artista senese Marco Pino, che operò a Napoli nell'ultima parte della sua vita, tra il 1580 e il 1600 i suoi dipinti risentirono dell'impronta manierista tosco-veneta, calibrata e addolcita negli anni da un recupero di modelli lontani nel tempo, tanto da fargli meritare il "plauso universale, sì che ne fu chiamato il Raffaello napoletano".
Nel 1593 il pittore - forse il maggiore del momento a Napoli, se appena un anno prima, per dirla col Previtali, «appare assunto nell'Olimpo degli arrivati», con la commissione dell'Annunciazione di Santa Maria de La Vid, a Burgos - eseguiva per la cappella Medici di Gragnano, nella chiesa napoletana dei Santi Severino e Sossio, la ben conosciuta tavola della Madonna col Bambino e i santi Benedetto, Mauro e Placido. Le molteplici esperienze formative del pittore, da Marco Pino (attivo in passato per la stessa chiesa) a Raffaello, fino al manierismo internazionale, neo-parmigianesco di Francesco Curia, paiono qui raggiungere una loro unitaria convergenza, e a livello assai nobile di qualità. Osserviamo i personaggi inseriti in una equilibrata scenografia, di poche e solide figure solennemente atteggiate in primo piano, che non lasciano alcuno spazio ad elementi secondari quali il paesaggio. È chiaro che siamo di fronte ad un tentativo di interpretare le immagini sacre con serietà contro-riformata di linguaggio, ma in modo accostante e 'domestico', vicino alla religiosità dei devoti.
In seguito il nostro si avvicinò allo studio dell'opera del Caravaggio e a quella di altri toscani come Santi di Tito e Domenico Crespi detto il Passignano.
Nel 1603 e nel 1608 gli furono commissionate due opere per il Pio Monte della Misericordia di Napoli, Cristo in casa di Marta e Maria e San Pietro che resuscita Tabitha.
Tra le altre tele di rilievo vanno menzionate L'incoronazione della Vergine (1601-02) nella Chiesa di Santa Maria la Nova, la Madonna e Santi (1606) a Monteoliveto, e le opere commissionate da privati come I figli di Zebedeo davanti a Cristo (1625) ai Gerolamini e la Lavanda del Bambino, tela menzionata da Bernardo De Dominici nel 1742. Di probabile sua attribuzione sarebbe la Madonna con angeli e san Bonaventura, san Francesco e Ludovico d'Angiò opera collocata sull'altare maggiore nella Chiesa di San Bonaventura (Napoli) situata in via San Giovanni Maggiore Pignatelli.
Lavorò anche in altre città dell'Italia meridionale, ma anche al Nord e in Spagna.
Fra i suoi allievi vi furono Massimo Stanzione (uno dei maggiori esponenti della pittura napoletana del Seicento), Marco Mele e Giovanni De Gregorio, detto il Pietrafesa.

## Opere (lista non esaustiva)
- La Madonna del Suffragio (tela 1580), Chiesa di Sant'Antonio a Manduria (TA).
- Pietà (tela, 1580 circa), Chiesa Santa Croce a Casamassima (BA).
- La Madonna del Rosario (tela, 1579), Chiesa di Santa Sofia a Giugliano
- La Madonna con il Bambino e Santi (tela, 1580 circa), Cattedrale di Matera
- La Madonna del Rosario (tela, 1586), Chiesa di San Giovanni in Palco a Mercato San Severino
- La Natività (tela, 1587), Chiesa di Santa Maria Maggiore a Casacalenda
- La Madonna con il Bambino e i Santi Stefano e Girolamo (tela, 1588), Chiesa di San Francesco a Caiazzo
- L'Immacolata (tela, 1589), Chiesa di San Francesco d'Assisi a Sarno
- La Madonna di Loreto (tela, 1595-1598), Chiesa di San Francesco a Quisisana a Castellammare di Stabia
- Circoncisione (tela, 1599), Collegiata di Santa Maria Assunta a Positano
- La Flagellazione di Cristo (tela), Galleria Regionale di Palazzo Abatellis a Palermo
- La Vergine in gloria con i santi Giovanni Evangelista e Nicola (tela), Basilica cattedrale di Santa Maria Assunta a Lucera
- La Madonna delle Grazie e Santi (tela), Chiesa di Santa Chiara a Trani
- La Madonna del Rosario (tela), Chiesa del Santissimo Rosario in San Domenico a Mola di Bari
- San Francesco riceve le stimmate (tela), Chiesa di San Francesco d'Assisi a Galatone
- L'Assunzione della Vergine (tela), abbazia di Castione Marchesi
- La Visitazione (tela), Chiesa di Santa Maria della Visitazione ad Aieta
- I Santi Francesco, Michele e Bartolomeo assistono all'Incoronazione della Vergine (tela), Cattedrale di Andria
- La Madonna con il Bambino e i Santi Agostino e Maddalena (tela), Museo Nazionale d'Abruzzo a L'Aquila
- Il Martirio di Santo Stefano (tela), Museo di Belle Arti di Budapest
- Deposizione di Cristo (tela), Museo di Cadice
- San Francesco riceve le stimmate (tela), Chiesa di San Francesco a Casoli (Chieti)
- La Madonna del Rosario e Misteri (tela, 1601-1602 circa), Chiesa di San Nicola di Bari a Lucito

### Napoli
- La Madonna del Rosario (tela, 1606-1607), Chiesa di Santa Maria Egiziaca a Forcella
- La Madonna del Rosario (tela), Basilica di San Domenico Maggiore
- L'Annunciazione (tela), Basilica di San Domenico Maggiore
- La Deposizione (tela), Eremo dei Camaldoli
- La Deposizione (tela), Cappella del Monte di Pietà
- San Pietro che resuscita Tabitha (tela, 1611), Chiesa del Pio Monte della Misericordia
- Cristo in casa di Marta e Maria (tela, 1612), Chiesa del Pio Monte della Misericordia
- La Sacra Famiglia con Santa Lucia (tela, 1620 circa), Quadreria del Pio Monte della Misericordia
- La Visitazione (tela), Chiesa di Santa Teresa a Chiaia
- L'Annunciazione (tela), Chiesa di Santa Maria in Portico
- La Santissima Trinità con la Vergine, San Giuseppe e Santi (tela, 1618-1619), Chiesa di Santa Maria di Monteverginella
- La Madonna del Rosario (tela), Chiesa del Gesù Nuovo
- La Madonna del Soccorso (tela, 1607), Basilica dello Spirito Santo
- La Pentecoste (tela), Basilica dello Spirito Santo
- La Natività (tela, 1590), Oratorio dell'Arciconfraternita di Santa Restituta dei Neri nel Duomo di Napoli
- La Madonna con il Bambino e i Santi Benedetto, Mauro e Placido (tela, 1593), Chiesa dei Santi Severino e Sossio
- I Figli di Zebedeo davanti a Cristo (tela), Quadreria dei Girolamini
- La Lavanda del Bambino (tela), Quadreria dei Girolamini
- L'Annuncio ai pastori (tela, 1606), Chiesa dei Girolamini
- La Madonna di Piedigrotta con i santi Biagio, Ubaldo e Gennaro (tela), Chiesa di Santa Maria di Piedigrotta
- Cristo risorto appare la Vergine (tela), Chiesa di Santa Maria di Piedigrotta
- La Madonna col Bambino e i santi Francesco, Chiara, Pietro e Paolo (tela), Chiesa del Gesù delle Monache
- Il Cristo Risorto e l'Eterno Padre (tela), Museo Civico di Castel Nuovo
- La Madonna con il Bambino e i Santi Bartolomeo e Giovanni evangelista (tela, 1581), Chiesa di San Pietro Martire
- La Madonna delle Grazie con s. Girolamo e il beato Pietro da Pisa (tela, 1595), Chiesa di Santa Maria delle Grazie a Caponapoli (in deposito)
- L'Incoronazione della Vergine (tela, 1602), Chiesa di Santa Maria la Nova
- La Madonna con il Bambino e i Santi Benedetto e Tommaso d’Aquino (tela, 1606-1607), Chiesa di Sant'Anna dei Lombardi
- L'Assunzione della Vergine (tela), Chiesa di Sant'Anna dei Lombardi
- La Madonna con il Bambino e i Santi Francesco e Benedetto (tela), Chiesa di Santa Maria della Mercede a Montecalvario
- L'Adorazione dei pastori (tela, 1612-1614), già Complesso di Gesù e Maria, ora al Museo Nazionale di Capodimonte
- San Giuseppe con il Bambino (tela), Chiesa di Santa Teresa degli Scalzi
- La Madonna con il Bambino e i Santi Bonaventura, Francesco e Ludovico d'Angio (tela), Chiesa di San Bonaventura
- Sant'Aniello scaccia i saraceni (tela), Chiesa di Santa Maria delle Anime del Purgatorio ad Arco
- Il Battesimo di Cristo (tela), Chiesa di Santa Maria ad Ogni Bene dei Sette Dolori